# Contemporary Records
Contemporary Records è stata un'etichetta discografica fondata da Lester Koenig a Los Angeles nel 1951. Musica contemporanea prodotta da una varietà di stili e musicisti jazz.

## Musicisti della West Coast
La Contemporary Records si identificò con uno stile di jazz chiamato West Coast jazz come dimostrato da Art Pepper, Chet Baker, Shelly Manne e André Previn.
A metà degli anni '60 la compagnia cadde in un parziale limbo, ma alla fine degli anni '70 furono effettuate nuove registrazioni limitate tra cui una serie di album di Art Pepper registrati al club Village Vanguard di New York. Dopo la morte di Les Koenig nel 1977, l'etichetta fu gestita per sette anni da suo figlio John, che produsse album di George Cables, Joe Farrell, Joe Henderson, Bobby Hutcherson, Peter Erskine e Chico Freema
Nel 1984 la Contemporary venne acquistata dalla Fantasy Records, che utilizzò il nome per un breve periodo. La maggior parte dei titoli contemporanei sono stati ristampati da Fantasy. Inoltre, alcuni titoli hanno trovato nuova vita tra gli audiofili di oggi come rimasterizzazioni di LP di alta qualità dalla Analogue Productions e altre etichette audiofile. Il catalogo Fantasy, tra cui Contemporary e le sue etichette associate, Good Time Jazz Records, Society for Forgotten Music e Contemporary Composers Series, è stato venduto alla Concord Records nel 2004.
Nel corso degli anni, numerose figure importanti del mondo della musica hanno lavorato per Contemporary. Tra loro c'erano il dirigente della Atlantic Records Nesuhi Ertegun, gli scrittori Nat Hentoff e Leonard Feather, il produttore Joe Boyd, l'ingegnere del suono e designer di studio Howard Holzer e l'ingegnere di masterizzazione Bernie Grundman.

## Incisioni
Koenig mantenne standard audio elevati. Assunse Roy DuNann dalla Capitol Records nel 1956, il quale, dalla sala spedizioni dell'etichetta trasformata in studio, produsse alcuni dei dischi dal miglior suono dell'epoca. DuNann fornì alcuni dettagli delle sue tecniche in un articolo di Stereophile quasi 50 anni dopo. Disse che Koenig gli aveva fornito microfoni a condensatore tedeschi (Neumann/Telefunken U-47) e austriaci (AKG C-12) e immediatamente notò l'altissimo rendimento di questi microfoni, particolarmente vicino al modo dinamico di suonare dei musicisti jazz. DuNann ottenne il suo suono caratteristico, nitido, chiaro ed equilibrato senza distorsioni o sgradevoli "presenze di picco", mantenendo le configurazioni del suo microfono molto semplici, generalmente uno per musicista, ed evitando l'uso di preamplificatori.
Costruì un semplice sistema di mixaggio passivo che alimentava direttamente l'elettronica delle sue macchine a nastro Ampex 350 e 351. Inoltre, DuNann disse a Stereophile che le sessioni contemporanee erano state registrate "asciutte", cioè senza eco elettronica aggiunta o in una stanza riverberante. A volte, come nel caso di Way Out West di Sonny Rollins, un'unità di riverbero a piastra veniva inserita tra il registratore e il tornio per il taglio del disco LP. Questo è il motivo per cui alcune ristampe successive di LP e CD di album contemporanei suonano "secche" e "morte" rispetto agli LP originali masterizzati da DuNann.

## Discografia

### Serie Contemporanea 3500/7500
La serie 3500 (mono)/7500 (stereo) di dischi LP da 12 pollici iniziò nel 1955 e durò fino al 1961. La Contemporary fu la prima etichetta jazz a registrare album in stereo a partire dal 1956.
| Catalogo | Artista                                                                                 | Album                                                    |
| -------- | --------------------------------------------------------------------------------------- | -------------------------------------------------------- |
| 3501     | Howard Rumsey's Lighthouse All-Stars                                                    | Sunday Jazz a la Lighthouse, Vol. 1                      |
| 3502     | Lionel Hampton                                                                          | He Swings the Most                                       |
| 3503     | Lennie Niehaus                                                                          | Vol 3: The Octet #2                                      |
| 3504     | Howard Rumsey's Lighthouse All-Stars                                                    | Howard Rumsey's Lighthouse All-Stars Vol. 6              |
| 3505     | Hampton Hawes Trio                                                                      | Hampton Hawes Trio                                       |
| 3506     | Lyle Murphy                                                                             | 12-Tone Compositions and Arrangements by Lyle Murphy     |
| 3507     | Shelly Manne & His Men                                                                  | The West Coast Sound                                     |
| 3508     | Howard Rumsey's Lighthouse All-Stars                                                    | Howard Rumsey's Lighthouse All-Stars Vol. 3              |
| 3509     | Howard Rumsey's Lighthouse All-Stars/Barney Kessel/Hampton Hawes Trio with Shelly Manne | Lighthouse at Laguna                                     |
| 3510     | Lennie Niehaus                                                                          | Vol 4: The Quintets & Strings                            |
| 3511     | Barney Kessel                                                                           | Easy Like                                                |
| 3512     | Barney Kessel                                                                           | Kessel Plays Standards                                   |
| 3513     | Barney Kessel                                                                           | To Swing or Not to Swing                                 |
| 3514     | Duane Tatro                                                                             | Duane Tatro's Jazz for Moderns                           |
| 3515     | Hampton Hawes Trio                                                                      | This Is Hampton Hawes                                    |
| 3516     | Shelly Manne & His Men                                                                  | Swinging Sounds                                          |
| 3517     | Howard Rumsey's Lighthouse All-Stars                                                    | In the Solo Spotlight                                    |
| 3518     | Lennie Niehaus                                                                          | Volume 1: The Quintets                                   |
| 3519     | Shelly Manne & His Men                                                                  | More Swinging Sounds                                     |
| 3520     | Howard Rumsey's Lighthouse All-Stars                                                    | Oboe/Flute                                               |
| 3521     | Barney Kessel                                                                           | Music to Listen to Barney Kessel By                      |
| 3522     | Buddy Collette                                                                          | Man of Many Parts                                        |
| 3523     | Hampton Hawes Trio                                                                      | Everybody Likes Hampton Hawes                            |
| 3524     | Lennie Niehaus                                                                          | Vol 5: The Sextet                                        |
| 3525     | Shelly Manne                                                                            | Shelly Manne & His Friends                               |
| 3526     | Curtis Counce                                                                           | The Curtis Counce Group                                  |
| 3527     | Shelly Manne & His Friends                                                              | My Fair Lady                                             |
| 3528     | Howard Rumsey's Lighthouse All-Stars                                                    | Music for Lighthousekeeping                              |
| 3529     | Jimmy Deuchar                                                                           | Pub Crawling with Jimmy Deuchar                          |
| 3530     | Sonny Rollins                                                                           | Way Out West                                             |
| 3531     | Buddy Collette                                                                          | Nice Day with Buddy Collette                             |
| 3532     | Art Pepper                                                                              | Art Pepper Meets the Rhythm Section                      |
| 3533     | Shelly Manne & His Friends                                                              | Li'l Abner                                               |
| 3534     | Red Norvo                                                                               | Music to Listen to Red Norvo By                          |
| 3535     | Barney Kessel, Shelly Manne and Ray Brown                                               | The Poll Winners                                         |
| 3536     | Shelly Manne & His Men                                                                  | Concerto for Clarinet & Combo                            |
| 3537     | André Previn & Russ Freeman                                                             | Double Play!                                             |
| 3538     | Red Mitchell                                                                            | Presenting Red Mitchell                                  |
| 3539     | Curtis Counce                                                                           | You Get More Bounce with Curtis Counce!                  |
| 3540     | Lennie Niehaus                                                                          | Zounds!                                                  |
| 3541     | Victor Feldman                                                                          | Suite Sixteen                                            |
| 3542     | Leroy Vinnegar                                                                          | Leroy Walks!                                             |
| 3543     | André Previn & His Pals                                                                 | Pal Joey                                                 |
| 3544     | Bob Cooper                                                                              | Coop! The Music of Bob Cooper                            |
| 3545     | Hampton Hawes                                                                           | All Night Session! Vol. 1                                |
| 3546     | Hampton Hawes                                                                           | All Night Session! Vol. 2                                |
| 3547     | Hampton Hawes                                                                           | All Night Session! Vol. 3                                |
| 3548     | André Previn & His Pals                                                                 | Gigi                                                     |
| 3549     | Victor Feldman                                                                          | The Arrival of Victor Feldman                            |
| 3550     | Harold Land                                                                             | Harold in the Land of Jazz                               |
| 3551     | Ornette Coleman                                                                         | Something Else!!!!                                       |
| 3552     | Benny Golson                                                                            | Benny Golson's New York Scene                            |
| 3553     | Hampton Hawes                                                                           | Four!                                                    |
| 3554     | Art Farmer                                                                              | Portrait of Art Farmer                                   |
| 3555     | Benny Carter                                                                            | Jazz Giant                                               |
| 3556     | Barney Kessel, Shelley Manne & Ray Brown                                                | The Poll Winners Ride Again!                             |
| 3557     | Shelly Manne & His Men                                                                  | The Gambit                                               |
| 3558     | André Previn                                                                            | André Previn Plays Songs by Vernon Duke                  |
| 3559     | Shelly Manne & His Friends                                                              | Bells Are Ringing                                        |
| 3560     | Shelly Manne & His Men                                                                  | Shelly Manne & His Men Play Peter Gunn                   |
| 3561     | Benny Carter Quartet                                                                    | Swingin' the '20s                                        |
| 3562     | Cecil Taylor                                                                            | Looking Ahead!                                           |
| 3563     | Barney Kessel                                                                           | Carmen                                                   |
| 3564     | Sonny Rollins                                                                           | Sonny Rollins and the Contemporary Leaders               |
| 3565     | Barney Kessel                                                                           | Some Like It Hot                                         |
| 3566     | Shelly Manne & His Men                                                                  | Son of Gunn!!                                            |
| 3567     | André Previn                                                                            | André Previn Plays Songs by Jerome Kern                  |
| 3568     | Art Pepper                                                                              | Art Pepper + Eleven - Modern Jazz Classics               |
| 3569     | Ornette Coleman                                                                         | Tomorrow Is the Question!                                |
| 3570     | André Previn Jazz Trio                                                                  | King Size!                                               |
| 3571     | Helen Humes                                                                             | 'Tain't Nobody's Biz-Ness If I Do                        |
| 3572     | André Previn & His Pals                                                                 | West Side Story                                          |
| 3573     | Art Pepper                                                                              | Gettin' Together                                         |
| 3574     | Curtis Counce Group                                                                     | Carl's Blues                                             |
| 3575     | André Previn                                                                            | Like Previn!                                             |
| 3576     | Barney Kessel, Shelly Manne & Ray Brown                                                 | Poll Winners Three!                                      |
| 3577     | Shelly Manne & His Men                                                                  | At the Black Hawk 1                                      |
| 3578     | Shelly Manne & His Men                                                                  | At the Black Hawk 2                                      |
| 3579     | Shelly Manne & His Men                                                                  | At the Black Hawk 3                                      |
| 3580     | Shelly Manne & His Men                                                                  | At the Black Hawk 4                                      |
| 3581     | The Poll Winners                                                                        | Exploring the Scene!                                     |
| 3582     | Helen Humes                                                                             | Songs I Like to Sing!                                    |
| 3583     | Teddy Edwards                                                                           | Teddy's Ready!                                           |
| 3584     | Shelly Manne                                                                            | The Three & The Two                                      |
| 3585     | Barney Kessel                                                                           | Workin' Out! with the Barney Kessel Quartet              |
| 3586     | André Previn                                                                            | André Previn Plays Songs by Harold Arlen                 |
| 3587     | Shelly Manne & His Men                                                                  | The Proper Time                                          |
| 3588     | Teddy Edwards and Howard McGhee                                                         | Together Again!!!!                                       |
| 3589     | Hampton Hawes                                                                           | For Real!                                                |
| 3590     | Ruth Price                                                                              | Ruth Price with Shelly Manne & His Men at the Manne-Hole |
| 3591     | Bill Smith                                                                              | Folk Jazz                                                |
| 3592     | Teddy Edwards                                                                           | Good Gravy!                                              |
| 3593/4   | Shelly Manne & His Men                                                                  | Live! Shelly Manne & His Men at the Manne-Hole           |
| 3595     | Gerry Wiggins                                                                           | Relax and Enjoy It!                                      |
| 3596     | Howard McGhee                                                                           | Maggie's Back in Town!!                                  |
| 3597     | Joe Gordon                                                                              | Lookin' Good!                                            |
| 3598     | Helen Humes                                                                             | Swingin' with Humes                                      |
| 3599     | Shelly Manne & His Men                                                                  | Shelly Manne & His Men Play Checkmate                    |

### Serie Contemporanea Popolare 5000/9000
La serie 5000 (mono)/9000 (stereo) di dischi da 12 pollici iniziò nel 1956 e durò fino al 1962.
| Catalogo | Artista                        | Album                                          |
| -------- | ------------------------------ | ---------------------------------------------- |
| 5001     | Mel Henke                      | Dig Mel Henke                                  |
| 5002     | Claire Austin                  | Claire Austin Sings "When Your Lover Has Gone" |
| 5003     | Mel Henke                      | Now Spin This!                                 |
| 5004     | Pepe Romero                    | !Flamenco Fenomeno!                            |
| 5005     | Victor Feldman                 | Latinsville!                                   |
| 5006     | Shelly Manne and Jack Marshall | Sounds Unheard Of!                             |

### Serie Contemporanea 3600/7600
La serie 3600 (mono)/7600 (stereo) di dischi da 12 pollici iniziò nel 1962 e durò fino ai primi anni '80. Dopo la 3624 tutte le versioni erano solo stereo.
| Catalogo | Artista                                      | Album                                       |
| -------- | -------------------------------------------- | ------------------------------------------- |
| 3600     | Phineas Newborn Jr.                          | A World of Piano!                           |
| 3601     | Helyne Stewart                               | Love Moods                                  |
| 3602     | Art Pepper                                   | Smack Up                                    |
| 3603     | Barney Kessel                                | Let's Cook!                                 |
| 3604     | Joy Bryan                                    | Make the Man Love Me                        |
| 3605     | Jimmy Woods                                  | Awakening!!                                 |
| 3606     | Teddy Edwards                                | Heart & Soul                                |
| 3607     | Art Pepper                                   | Intensity                                   |
| 3608     | Leroy Vinnegar                               | Leroy Walks Again!!                         |
| 3609     | Shelly Manne                                 | My Son the Jazz Drummer!                    |
| 3610     | Prince Lasha Quintet featuring Sonny Simmons | The Cry!                                    |
| 3611     | Phineas Newborn, Jr.                         | The Great Jazz Piano of Phineas Newborn Jr. |
| 3612     | Jimmy Woods                                  | Conflict                                    |
| 3613     | Barney Kessel                                | Barney Kessel's Swingin' Party              |
| 3614     | Hampton Hawes                                | The Green Leaves of Summer                  |
| 3615     | Phineas Newborn, Jr.                         | The Newborn Touch                           |
| 3616     | Hampton Hawes                                | Here and Now                                |
| 3617     | Prince Lasha and Sonny Simmons               | Firebirds                                   |
| 3618     | Barney Kessel                                | Feeling Free                                |
| 3619     | Harold Land                                  | The Fox                                     |
| 3620     | Elmo Hope                                    | Elmo Hope Trio                              |
| 3621     | Hampton Hawes                                | The Seance                                  |
| 7622     | Phineas Newborn, Jr.                         | Please Send Me Someone to Love              |
| 3623     | Sonny Simmons                                | Rumasuma                                    |
| 3624     | Shelly Manne                                 | Outside                                     |
| 7625/6   | Sonny Simmons                                | Burning Spirits                             |
| 7627/8   | Woody Shaw                                   | Blackstone Legacy                           |
| 7629     | Shelly Manne                                 | Alive in London                             |
| 7630     | Art Pepper                                   | The Way It Was!                             |
| 7631     | Hampton Hawes                                | I'm All Smiles                              |
| 7632     | Woody Shaw                                   | Song of Songs                               |
| 7633     | Art Pepper                                   | Living Legend                               |
| 7634     | Phineas Newborn, Jr.                         | Harlem Blues                                |
| 7635     | The Poll Winners                             | Straight Ahead                              |
| 7636     | Art Farmer                                   | On the Road                                 |
| 7637     | Hampton Hawes                                | Hampton Hawes at the Piano                  |
| 7638     | Art Pepper                                   | The Trip                                    |
| 7639     | Art Pepper                                   | No Limit                                    |
| 7640     | Chico Freeman                                | Beyond the Rain                             |
| 7641     | Ray Brown                                    | Something for Lester                        |
| 7642     | Art Pepper                                   | Thursday Night at the Village Vanguard      |
| 7643     | Art Pepper                                   | Friday Night at the Village Vanguard        |
| 7644     | Art Pepper                                   | Saturday Night at the Village Vanguard      |
| 7645     | Miles Davis and The Lighthouse All-Stars     | At Last!                                    |
| 7646     | Ben Webster                                  | Ben Webster at the Renaissance              |
| 7647     | Terry Gibbs                                  | Dream Band                                  |
| 7648     | Phineas Newborn, Jr.                         | Back Home                                   |
| 7649     | Chet Baker and The Lighthouse All-Stars      | Witch Doctor                                |
| 7650     | Art Pepper                                   | More for Les at the Village Vanguard        |
| 7651     | Sonny Rollins                                | Contemporary Alternate Takes                |
| 7652     | Terry Gibbs Dream Band                       | The Sundown Sessions                        |
| 7653     | Hampton Hawes                                | The Sermon                                  |
| 7654     | Terry Gibbs Dream Band                       | Flying Home                                 |
| 7655     | Curtis Counce                                | Sonority                                    |
| 7656     | Terry Gibbs Dream Band                       | Main Stem                                   |
| 7657     | Terry Gibbs                                  | The Big Cat                                 |
| 7658     | Terry Gibbs Dream Band                       | One More Time                               |

### Serie 14000
La serie 14000 iniziò nel 1980 con dischi da 12 pollici e nel 1982 iniziò le pubblicazioni su compact disc. Dopo il 1992 tutte le pubblicazioni furono solo su CD.
| Catalogo | Artista                               | Album                                               |
| -------- | ------------------------------------- | --------------------------------------------------- |
| 14001    | George Cables                         | Cables' Vision                                      |
| 14002    | Joe Farrell                           | Sonic Text                                          |
| 14003    | Mike Garson                           | Avant Garson                                        |
| 14004    | Tete Montoliu                         | Lunch in L.A.                                       |
| 14005    | Chico Freeman                         | Peaceful Heart, Gentle Spirit                       |
| 14006    | Joe Henderson                         | Relaxin' at Camarillo                               |
| 14007    | Jay Hoggard                           | Rain Forest                                         |
| 14008    | Chico Freeman                         | Destiny's Dance                                     |
| 14009    | Bobby Hutcherson                      | Solo / Quartet                                      |
| 14010    | Peter Erskine                         | Peter Erskine                                       |
| 14011    | Bill Perkins                          | Journey to the East                                 |
| 14012    | Bud Shank                             | California Concert                                  |
| 14013    | Frank Morgan                          | Easy Living                                         |
| 14014    | George Cables                         | Phantom of the City                                 |
| 14015    | George Cables                         | Circle                                              |
| 14016    | Jimmy Rowles and Red Mitchell         | Jimmy Rowles with the Red Mitchell Trio             |
| 14017    | Bob Cooper and Snooky Young           | In a Mellotone                                      |
| 14018    | Shelley Manne                         | In Zurich                                           |
| 14019    | Bud Shank                             | That Old Feeling                                    |
| 14020    | The Jazztet                           | Back to the City                                    |
| 14021    | Frank Morgan                          | Lament                                              |
| 14022    | Terry Gibbs                           | The Latin Connection                                |
| 14023    | Chris Connor                          | Classic                                             |
| 14024    | Billy Higgins                         | Bridgework                                          |
| 14025    | Joshua Breakstone Quintet             | Echoes                                              |
| 14026    | Frank Morgan Quintet                  | Bebop Lives!                                        |
| 14027    | Bud Shank                             | Bud Shank Quartet at Jazz Alley                     |
| 14028    | Luther Hughes                         | Luther Hughes and Cahoots                           |
| 14029    | Art Farmer                            | Something to Live For: The Music of Billy Strayhorn |
| 14030    | George Cables                         | By George                                           |
| 14031    | Bud Shank                             | Serious Swingers                                    |
| 14032    | Jimmy Rowles                          | I'm Glad There Is You                               |
| 14033    | Barney Kessel                         | Spontaneous Combustion                              |
| 14034    | The Jazztet                           | Real Time                                           |
| 14035    | Frank Morgan & George Cables          | Double Image                                        |
| 14036    | Terry Gibbs and Buddy DeFranco        | Chicago Fire                                        |
| 14037    | Tom Harrell and George Robert         | Sun Dance                                           |
| 14038    | Chris Connor                          | New Again                                           |
| 14039    | Frank Morgan and the McCoy Tyner Trio | Major Changes                                       |
| 14040    | Joshua Breakstone                     | Evening Star                                        |
| 14041    | Kerry Campbell                        | Phoenix Rising                                      |
| 14042    | Art Farmer                            | Blame It On My Youth                                |
| 14043    | Tom Harrell                           | Stories                                             |
| 14044    | Barney Kessell                        | Red Hot & Blue                                      |
| 14045    | Frank Morgan Quartet                  | Yardbird Suite                                      |
| 14046    | Jackie and Roy                        | Full Circle                                         |
| 14047    | Terry Gibbs and Buddy DeFranco        | Holiday for Swing                                   |
| 14048    | Bud Shank                             | Tomorrow's Rainbow                                  |
| 14049    | Carol Sloane                          | Love You Madly                                      |
| 14050    | Joshua Breakstone Quartet             | Self-Portrait in Swing                              |
| 14051    | Rumsey, Howard                        | Jazz Invention                                      |
| 14052    | Frank Morgan Allstars                 | Reflections                                         |
| 14053    | John Campbell                         | After Hours                                         |
| 14054    | Tom Harrell                           | Sail Away                                           |
| 14055    | Art Farmer                            | Ph.D.                                               |
| 14056    | Terry Gibbs and Buddy DeFranco        | Air Mail Special                                    |
| 14057    | Art Farmer and Frank Morgan           | Central Avenue Reunion                              |
| 14058    | Kenny Burrell                         | Guiding Spirit                                      |
| 14059    | Tom Harrell                           | Form                                                |
| 14060    | Carol Sloane                          | The Real Thing                                      |
| 14061    | John Campbell                         | Turning Point                                       |
| 14062    | Joshua Breakstone Trio                | 9 by 3                                              |
| 14063    | Tom Harrell                           | Visions                                             |
| 14064    | Frank Morgan and Bud Shank            | Quiet Fire                                          |
| 14065    | Kenny Burrell                         | Sunup to Sundown                                    |
| 14066    | Terry Gibbs                           | Memories of You                                     |
| 14067    | Terry Gibbs                           | Kings of Swing                                      |
| 14068    | Leroy Vinnegar                        | Walking the Basses                                  |
| 14069    | Celedonio Romero and Celin Romero     | Spanish Guitar Music                                |
| 14070    | Pepe Romero                           | ¡Flamenco Fenomeno!                                 |
| 14071    | Helen Humes                           | 'Deed I Do                                          |
| 14072    | Hampton Hawes                         | Something Special                                   |
| 14073    | Chico Freeman                         | Focus                                               |
| 14074    | Teddy Edwards                         | Back to Avalon                                      |
| 14075    | Melton Mustafa                        | Boiling Point                                       |
| 14076    | Michael Orta                          | Freedom Tower                                       |
| 14077    | Howard Rumsey                         | Mexican Passport                                    |
| 14078    | Terry Myers                           | Soul Mates                                          |
| 14079    | Billy Ross                            | Woody                                               |
| 14080    | Eric Allison                          | Mean Streets Beat                                   |
| 14081    | Dennis Points                         | Images                                              |
| 14082    | Jesse Jones                           | Soul Serenade                                       |
| 14083    | Billy Marcus                          | Hamp                                                |
| 14084    | Lanny Morgan                          | Pacific Standard                                    |
| 14085    | Melton Mustafa                        | St. Louis Blues                                     |
| 14086    | Art Pepper                            | San Francisco Samba                                 |
| 14087    | Tom Ranier                            | In the Still of the Night                           |
| 14088    | Eric Allison                          | After Hours                                         |

## Musicisti della Contemporary
- Red Callender - contrabbassista e suonatore di tuba jazz
- Benny Carter - sassofonista e compositore
- Ornette Coleman - sassofonista e compositore
- Buddy DeFranco - clarinettista, compositore e direttore d'orchestra
- Terry Gibbs - cantante
- Benny Golson - musicista e compositore
- Lars Gullin - sassofonista, compositore e pianista svedese
- Helen Humes - cantante
- Jackie and Roy - gruppo vocale
- Barney Kessel - chitarrista
- Shelly Manne - batterista
- Howard McGhee - trombettista
- Red Norvo - vibrafonista
- Art Pepper - clarinettista e sassofonista
- Sonny Rollins - sassofonista e compositore